# Alfred Herberth

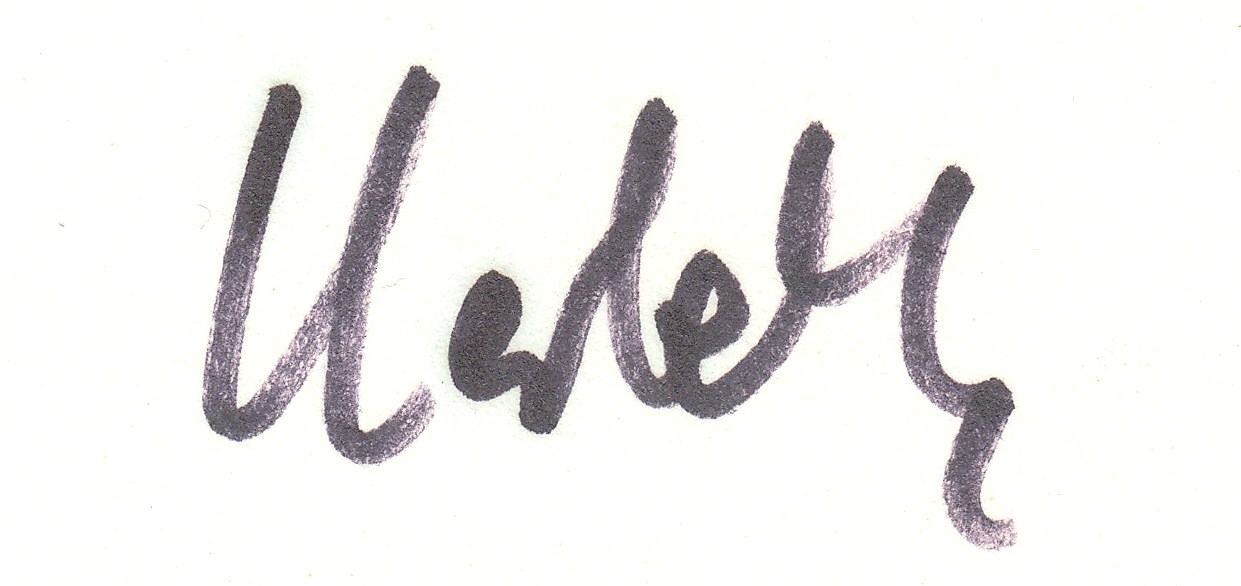
Autogramm von Alfred „Charly“ Herberth aus der Saison 1977/78

Alfred Herberth (* 26. Dezember 1955 in Dachau), Spitzname Charly, ist ein ehemaliger deutscher Fußballspieler, der zunächst beim TSV 1860 München (1974–1981) und später beim FC Aarau (1981–1991) in der Schweiz unter Vertrag stand.

## Laufbahn

### Karriere bei 1860 München
Alfred „Charly“ Herberth kickte als Kind in den Nachwuchsmannschaften des SSV Dachau Ost und wurde später in die Jugendmannschaft des TSV 1860 München aufgenommen. Aus dieser gelang ihm 1974 der Aufstieg in den Lizenzspielerkader. In seiner ersten Saison in der Profimannschaft der Münchner Löwen (1974/75) kam er nur siebenmal zum Einsatz und erzielte lediglich ein Tor. Bereits ein Jahr später (1975/76) brachte er es bereits auf 16 Einsätze und drei Tore. In der Aufstiegssaison 1976/77 war er nicht mehr aus der Mannschaft wegzudenken und einer der Garanten für die Rückkehr des Vereins in die Bundesliga nach sieben Jahren. In jener Saison kam er in allen Punktspielen zum Einsatz und erzielte fünf Tore. Lediglich in den drei Aufstiegsspielen gegen Arminia Bielefeld kam er aus taktischen Gründen nur insgesamt 55 Minuten zum Einsatz. In seinen drei Spieljahren in der Bundesliga gelang ihm allerdings nicht allzu viel. Insgesamt absolvierte er 53 Spiele (von 102 möglichen) und erzielte dabei vier Tore. Sein erfolgreichstes Jahr im Dress der Münchner Löwen hatte er in der Zweitliga-Saison 1978/79, als er ebenfalls in allen 38 Punktspielen zum Einsatz kam und elf Treffer erzielte.

### Karriere beim FC Aarau
Nach dem Bundesliga-Abstieg der Sechziger am Saisonende 1980/81 wechselte Herberth zum FC Aarau, der zu diesem Zeitpunkt gerade in die höchste Schweizer Spielklasse aufgestiegen war (und der er bis 2010 angehörte). Gleich in seiner ersten Saison beim FC Aarau gewann Herberth den in diesem Jahr letztmals ausgetragenen Ligacup (1982). Drei Jahre später gewinnt er mit seinem Verein den Schweizer Pokalwettbewerb (1985) und wird zum besten Ausländer in der Schweizer Liga gekürt. Mit insgesamt 340 Pflichtspielen, die Herberth bis zum Ende seiner aktiven Laufbahn 1991 im Dress des FC Aarau absolvierte, war er bis 2016 vereinsinterner Rekordhalter.